# Mandy Haberman

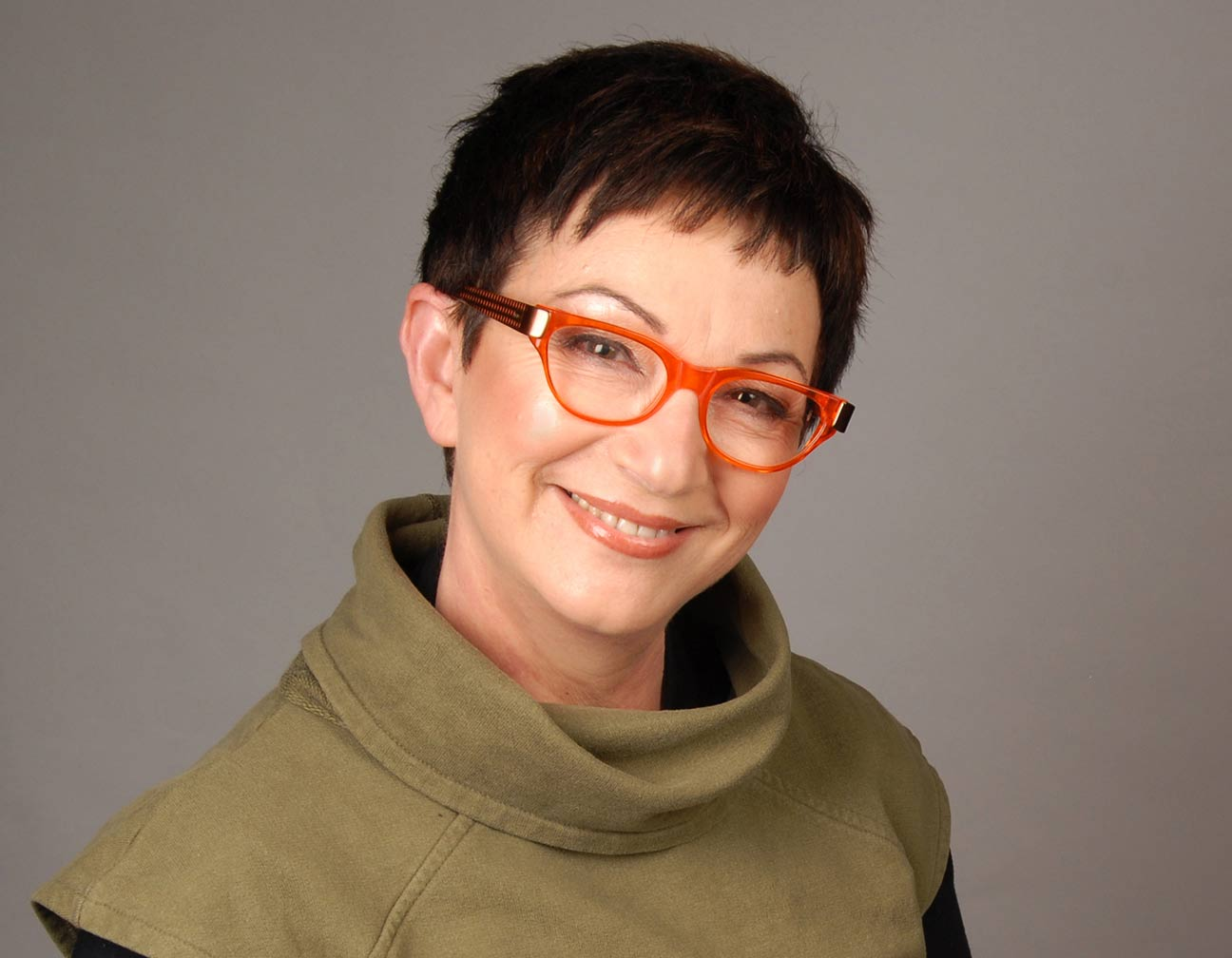
Mandy Haberman

Mandy Nicola Haberman (* 1956) ist eine britische Erfinderin und Unternehmerin. Sie ist Gastdozentin an der Bournemouth University, von der ihr auch ein Ehrendoktor verliehen wurde. Ihre bekanntesten Erfindungen sind der Haberman Feeder und der Anywayup Cup.

## Erfindungen
Die dritte Tochter von Haberman wurde 1980 mit dem Stickler-Syndrom geboren, was Probleme wie eine Gaumenspalte und dadurch Probleme beim stillen oder saugen aus einer Babyflasche mit sich brachte.
Deshalb erfand sie den Haberman Feeder, eine besondere Saugflasche für Kinder mit Saugproblemen. Diese Erfindung wird inzwischen auch in Krankenhäusern auf der ganzen Welt genutzt. Die Idee für ihre zweite Erfindung, den Anywayup Cup kam ihr bei einem Besuch bei einer Freundin. Deren Baby trank aus einer Schnabeltasse, hinterließ jedoch durch den groben Umgang damit Flüssigkeitsspuren in der Wohnung – durch das spezielle Einweg-Ventil des Anywayup Cups bleibt die Flasche auch dicht, wenn sie seitlich liegt oder auf dem Kopf steht. Davon werden jährlich Millionen verkauft. Der Anywayup Cup bekam ebenfalls mehrere Auszeichnungen sowohl für die Innovation wie auch das Design.

## Auszeichnungen
Haberman wurde mit den Titeln British Female Inventor of the Year 2000 und Innovative Network (BFIIN) Female Inventor of the Year 2000 ausgezeichnet. Sie gewann im gleichen Jahr auch den DBA Design Effectiveness Award.